# Clifford Bourland
Clifford Bourland   (Los Angeles, 1 de gener de 1921 - Santa Monica, 1 de febrer de 2018) fou un atleta estatunidenc, especialista en curses de velocitat, que va competir durant la dècada de 1940.
El 1948 va prendre part en els Jocs Olímpics d'Estiu de Londres, on disputà dues proves del programa d'atletisme. Fent equip amb Arthur Harnden, Roy Cochran i Mal Whitfield guanyà la medalla d'or en la cursa dels 4x400 metres relleus, mentre en els 200 metres fou cinquè. En el seu palmarès també destaquen els campionats de l'AAU dels 400 metres i de la NCAA en 440 iardes el 1942 i el 1943.

## Millors marques
- 200 metres. 21.0" (1948)
- 400 metres. 46.1" (1948)[4]